# Moon Ray
Raggio di Luna o Moon Ray, all'anagrafe Mandy Ligios (Forbach, 15 aprile 1954) è una ballerina e cantante francese italo disco, nota per la canzone Comanchero (1984, Discotto S.A.S), hit in Europa a metà degli anni 1980.

## Biografia
Mandy Ligios nasce nel 1954.. Partecipò come ballerina ad alcuni musical tra i quali Jesus Christ Superstar, Evita e Hair, e venne poi scoperta e lanciata come ragazza immagine da Aldo Martinelli e Simona Zanini, la vera cantante del disco, un duo che nei primi anni Ottanta era molto noto nell'ambito dell'Italo disco.
Il nome d'arte Moon Ray evocava il mondo degli indiani d'America; in Italia la cantante adottò invece lo pseudonimo di Raggio di Luna.

## Discografia

### Album
| 1986 | Comanchero |  |

### Singoli
| Anno | Titolo                                                | Charts | Charts | Charts | Charts |
| Anno | Titolo                                                | DE     | AT     | CH     | FR     |
| ---- | ----------------------------------------------------- | ------ | ------ | ------ | ------ |
| 1984 | Comanchero                                            | 3      | 2      | 4      | 1      |
| 1985 | Viva                                                  |        |        |        |        |
| 1986 | Tornado Shout                                         |        |        |        |        |
| 1988 | I Don't Wanna Let You Down (Con il nome di Comancero) |        |        |        |        |
| 2003 | Comanchero (Tuareg feat. Raggio di Luna)              |        |        |        |        |